# 883
883(팔백팔십삼)은 882보다 크고 884보다 작은 자연수다.

## 수학
- 153번째 소수(素數)다. 앞의 소수는 쌍둥이 소수인 881, 다음 소수는 887이다.
- {\displaystyle 883=283+293+307}
  - 연속하는 세 소수(素數)의 합으로 나타낼 수 있으며, 이 성질을 지닌 앞의 수는 857, 다음 수는 911이다.
- {\displaystyle 71^{7}-1}은 883으로 나누어떨어진다.

## 과학
- NGC 883: 고래자리 방향에 있는 은하.

## 교통
- 큐슈여객철도 883계 전동차

## 군사
- 883 해군 항공대(영어판): 과거 존재한 영국의 해군 항공대.
- U-883(영어판, 독일어판): 제2차 세계 대전에 사용된 나치 독일의 군용 잠수함.

## 문화유산
- 대한민국의 보물 제883호: 지구의

## 기타
- 연도: 883년, 기원전 883년